# Ngọc Linh, Đăk Glei
Ngọc Linh là một xã thuộc huyện Đăk Glei, tỉnh Quảng Ngãi, Việt Nam.
Xã Ngọc Linh có diện tích 75,15 km², dân số năm 2019 là 2.608 người, mật độ dân số đạt 35 người/km².